# IC 2302
IC 2302 је појединачна звијезда у сазвјежђу Рак која се налази на листи објеката дубоког неба у Индекс каталогу.
Деклинација објекта је + 19° 21' 24" а ректасцензија 8h 20m 17,3s.